# Greg Burke
Greg Burke   (Saint Louis, 8 de novembre de 1959) Gregory Joseph "Greg" Burke és un periodista americà.

## Biografia
Va ser corresponsal del Fox News Channel i del Time Magazine. Burke és un llicenciat de l'Escola Universitària de Periodisme de Missouri. És catòlic, membre de Opus Dei.
Va ser nomenat assessor de comunicacions de la Secretaria d'Estat del Vaticà i, per tant, del Papa Francesc, des del juny de 2012. Des de l'1 de febrer de 2016 va ser nomenat subdirector de la Sala de Premsa de la Santa Seu i des de l'1 d'agost de 2016 és el director de la Sala Stampa del Vaticà, amb Paloma Garcia Ovejero de número 2. El 31 de desembre de 2018 va renunciar al càrrec de portaveu del Vaticà, juntament amb la número dos, que era Paloma García Ovejero. El Papa Francesc va acceptar les dimissions i va designar de manera provisional Alessandro Gisotti. L'11 de juliol de 2019 es va fer públic el seu nomenament com a director de comunicació de IESE Business School.